# Nomada rohweri
Nomada rohweri är en biart som beskrevs av Cockerell 1906. Nomada rohweri ingår i släktet gökbin, och familjen långtungebin.

## Underarter
Arten delas in i följande underarter:
- N. r. aureopilosa
- N. r. rohweri